# Thanh Thảo (người dẫn chương trình)
Nguyễn Ngọc Thanh Thảo (sinh năm 1981) là một người dẫn chương trình của Đài Truyền hình Thành phố Hồ Chí Minh (HTV). Cô từng tham gia nhiều phong trào Đoàn đội khi còn là học sinh trung học. Năm 2003, Thanh Thảo tốt nghiệp lớp phóng viên - biên tập của Trường Phát thanh - truyền hình 2 niên khóa 2000 - 2003. Cô từng là thành viên của "Câu lạc bộ dẫn chương trình" của Nhà văn hóa Thanh niên Thành phố. Khi đã là một MC của HTV, Thanh Thảo bắt đầu tham gia dẫn một số chương trình như: Nhịp sống Sài Gòn (2002 - 2010), Vui cùng Hugo (2003 - 2006), Tam sao thất bản. Cô cũng là người dẫn chương trình của cuộc thi Việt Nam Idol trong 2 năm liền.
Ngoài công việc chính là một MC, Thanh Thảo cũng đang là nhân viên của một công ty hoạt động trong lĩnh vực quảng cáo – tiếp thị – du lịch.

## Đời sống riêng
Vào tháng 10 năm 2007, Thanh Thảo kết hôn với trưởng phòng kinh doanh Kim Sơn của Công ty dầu thực vật Cái Lân . Hai người đã có với nhau một con gái vào đầu năm 2010.